# Лосицы
Ло́сицы — деревня в Плюсском районе Псковской области России. Входит в состав Лядской волости.
Расположена на берегу реки Дряжна (приток Плюссы) в 8 км к югу от волостного центра Ляды и в 69 км к северо-западу от райцентра Плюсса.

## Население
| 2001 | 2002 | 2010 |
| ---- | ---- | ---- |
| 135  | ↗143 | ↘125 |

Численность населения деревни на 2000 год составляла 135 человек.

## Достопримечательности
В деревне находится литературно-мемориальный музей Ал. Алтаева (усадьба Лог). Открыт: 9.00 — 17.00. Выходной: понедельник.
В Лосицах располагается церковь святителя Митрофана Воронежского (каменная), перестроена из часовни и освящена в 1856 году; в феврале 2011 года она сгорела, а через год восстановлена.

## История
Известна как центр Лосицкого погоста Шелонской пятины Новгородской земли, вкратце описанного в платёжной книге 7006 (1497/98) года письма Матвея Ивановича Валуева.

Само селение впервые было описано в писцовой книге дворцовых земель 7007 (1498/99) года письма Матвея Ивановича Валуева, текст которой дошёл до нашего времени в виде списка XVIII века (и неверно датирован в списке 1524 годом).

«Погост Лосицкой, а в нем церковь Михайла Архангел. Во дворе в болшом в Кадимеровском ключникове Ивана Ярышкина человек Давыдко да половники Ярышкина Исайко да Ивашко, пашни 10 коробей, а сена 30 копен, 2 обжи. На погосте нетяглые-ж: во дворе поп Прокофей, во дворе дьяк Мартюша, во дворе дьяк Кирилко, во дворе просвирница Машка, пашни поповы и дьячей 7 коробей, сена 40 копен.»— [РГАДА, Ф.1209, Оп.1, № 706, л.161] /список XVIII века с писцовой книги за скрепами секретаря Алексея Молчанова и канцеляриста Алексея Белозерского/; опубликовано: «Новгородские писцовые книги, изданные императорской Археографической комиссией», т.5, СПб, 1905г, ред.С.К.Богоявленский, стб.332
Ранее близ Лосиц стояло несколько деревень: Заполье, Винская Гора, Щербова Гора, Лог; решением Псковского облисполкома № 41 от 7 февраля 1977 года эти населённые пункты были включены в состав дер.Лосицы.
Долгое время была центром Лосицкого сельского совета, впоследствии центр сельсовета был перенесён в деревню Новоселье. С 1995 года Лосицкий сельсовет был переименован в Лосицкую волость, с центром в деревне Новоселье. К 1 января 2006 года Лосицкая волость была упразднена с включением территории в сельское поселение «Лядская волость».